# Edward Owen
Edward « Eddie » Owen (né le 6 novembre 1886 à Manchester et décédé le 29 septembre 1949 à Bexleyheath) est un athlète britannique spécialiste du demi-fond. Affilié au Salford Harriers puis au Manchester Athletic Club, il mesurait 1,70 m pour 61 kg.

## Biographie

### Palmarès
| Date | Compétition           | Lieu      | Résultat | Épreuve            | Performance   |
| ---- | --------------------- | --------- | -------- | ------------------ | ------------- |
| 1908 | Jeux olympiques d'été | Londres   | 2e       | 5 miles            | 25 min 24 s 0 |
| 1912 | Jeux olympiques d'été | Stockholm | 3e       | 3 000 m par équipe | 23 pts        |

### Records
| Épreuve      | Performance   | Lieu | Date |
| ------------ | ------------- | ---- | ---- |
| 3 000 mètres | 8 min 52 s 6  |      | 1912 |
| 5 000 mètres | 15 min 16 s 4 |      | 1912 |